# Rubén Lorca
Rubén Lorca (n. 20 de abril de 1984) es un ciclista de español, nacido en Murcia.

## Trayectoria
Es corredor profesional desde el año 2006 con el equipo Tres Molinos Resort-Murcia Turística. Ha disputado el Challenge de Mallorca, la Clásica de Almería, la Euskal Bizikleta, el Trofeo Joaquim Agostinho, la Clásica de Primavera, y el Gran premio de Llodio.
Procede del equipo Kelme Costa Blanca y Murcia Turística, donde estuvo en la categoría amateur. Más tarde estuvo en el equipo Estrella Levante y en el Colchón Comodón en la categoría juvenil, ganando entre otras la Vuelta a Soria, varias competiciones en diversas localidades y dos segundos puestos en Copa de España de ciclismo, así como campeón de España de contrarreloj amateur.